# Václav Hons
Václav Hons (* 14. června 1938, Chotutice u Kolína) je český básník a překladatel, autor milostné a přírodní lyriky a písňových textů, v době normalizace výrazně prorežimní autor.

## Život
Narodil se v rolnické rodině. Po maturitě na jedenáctileté střední škole v Kolíně roku 1956 začal studovat na Vysoké škole ekonomické v Praze, ale po roce přestoupil na Filozofickou fakultu Univerzity Karlovy, na obor čeština a historie. Studium ukončil roku 1962. Po základní vojenské službě pracoval v letech 1964–1967 v Ostravě v redakci kulturněpolitického měsíčníku Červený květ. Poté, od roku 1968 do roku 1969, působil na Ministerstvu kultury a informací jako vedoucí literárního oddělení a roku 1969 v normalizačním týdeníku Tvorba. Pak pracoval v Československém rozhlase v Praze, nejprve jako šéfredaktor hlavní redakce literárně-dramatického vysílání, později jako dramaturg rozhlasové stanice Vltava. Od roku 1990 je ve svobodném povolání.

## Dílo
Debutoval časopisecky koncem padesátých let v týdeníku Kultura, dále přispíval například do Literárních novin, Tváře, Plamene, Hosta do domu, Rudého práva a do dalších periodik. Jeho první básnická sbírka Co je před očima, obsahující verše mladistvého okouzlení životem, vyšla roku 1962. Po sbírkách citových reflexí přešel autor v době normalizace k politicky orientované tvorbě, čímž se zařadil mezi výrazně prorežimní básníky, ale i v této době psal milostné a rozverné básně, ve kterých se projevila jeho improvizační lehkost. Napsal také několik stovek písňových textů, zvláště šansonů (například pro Hanu Zagorovou, Věru Špinarovou , Lucii Bílou nebo Karla Gotta).
Sametovou revoluci nejdříve přivítal, v pozdějších letech však zaujal k polistopadovému politickému vývoji kritický postoj a začal v týdeníku Obrys-Kmen publikovat ostře satirické básnické komentáře k aktuálním politickým událostem. Po dlouhé odmlce vydal v letech 2015–2019 v rychlém sledu dvanáct sbírek, obsahujících básně různého zaměření, humorné, milostné či lehce erotické, poetické hříčky i verše s temnější náměty.
Honsova překladatelská práce není příliš rozsáhlá. Pro antologii deseti básníků NDR Jitro přichází (1973) přeložil verše Bernda Jentzsche, pro antologii deseti bulharských básníků Jižní vítr (1974) básně Valeriho Petrova.